# 38M Toldi I
A 38M Toldi I a Magyar Királyi Honvédség által rendszerbe állított második világháborús, magyar gyártmányú könnyűharckocsi volt, a Toldi-harckocsicsalád első tagja. 1942-től a típust 38M Toldi A.20, illetve 38M Toldi A.40 néven tartották nyilván főfegyverzete alapján, megkülönböztetésül a Toldi II-től.

## Története

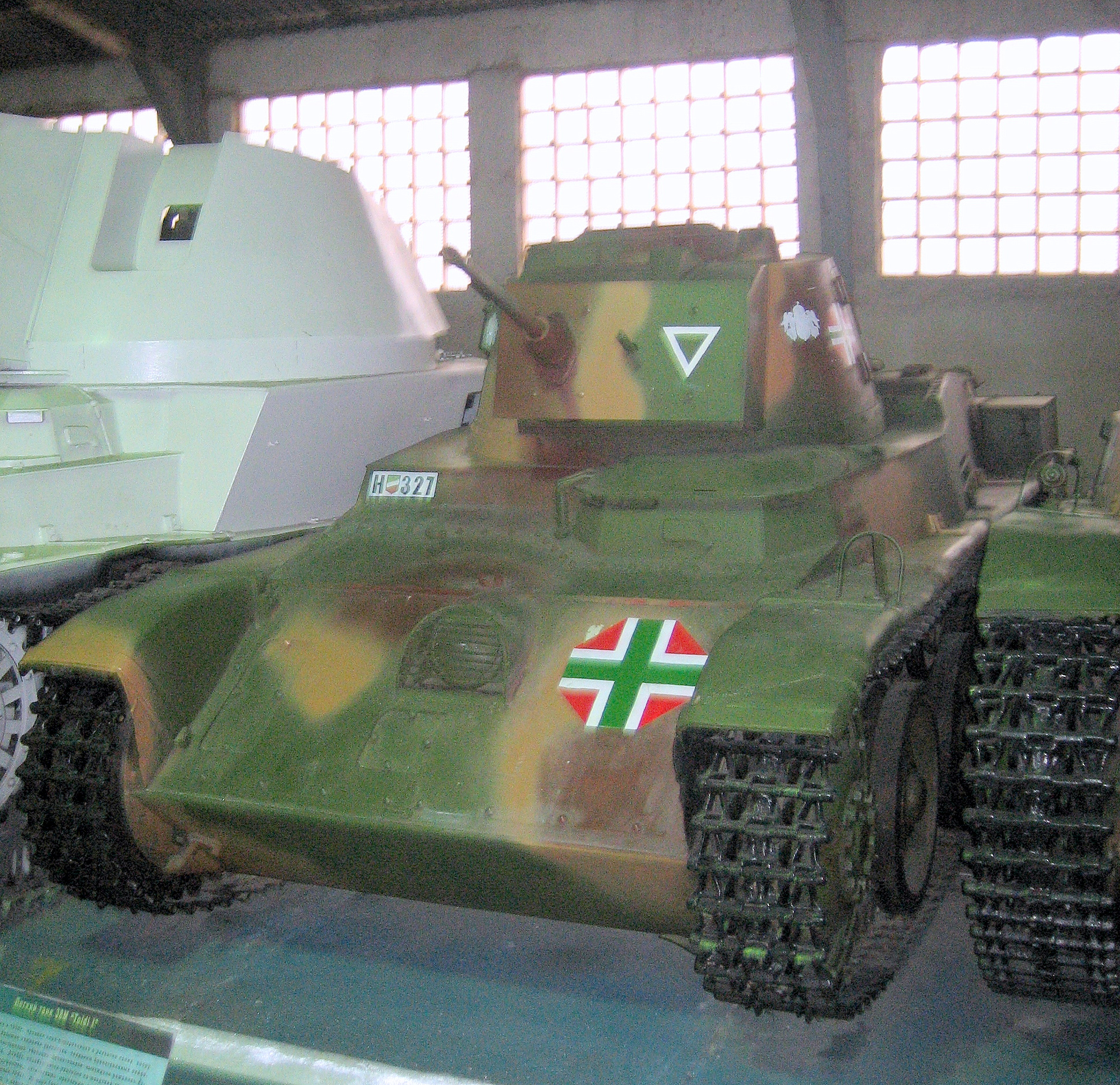
Toldi I harckocsi a Kubinka Tankmúzeumban

A svéd Landsverk gyár L–60 modellje (L-60 S/I kivitel ami a Strv m/38 harckocsi gyári jele) alapján készült, amelynek licencét 1938-ban vásárolta meg a MÁVAG és a Ganz gyár. Az alapmodellen számos módosítást végeztek, így a fegyverzetet is lecserélték, hogy biztosítani tudják a lőszer-utánpótlást. Az Ausztriából kölcsönzött L-60-ast 1937. augusztus 17-én tesztelték a magyar fejlesztésű V-4-gyel együtt. Fegyverzet és védettség tekintetében a magyar modellt nem múlta felül, de mozgékonyságban igen, ezért ez a könnyű harckocsi is rendszerbeállításra került.
A svéd Landsverk Művek a magyarországi tesztek és a magyar javaslatok figyelembe vételével megtervezte a vezetőtér ergonómikusabb változatát, és a megerősített lengéscsillapítást. A toronyba az eredetileg tervezett 25 mm-es Bofors gépágyút nem lehetett elhelyezni, ráadásul e fegyvert beszerzési nehézségek miatt nem választhatták, ezért került beépítésre a 36M típusú 20 mm-es Solothurn S–18/100 nehéz páncéltörő puska. Ez a fegyver is kompromisszumokkal járt, ugyanis a hozzá tartozó 5 lőszeres tár nem fért el a toronyban, így ahhoz egy új, speciális 4 lőszeres tárat kellett gyártani. A kiegészítő fegyverzetnek szánt Gebauer géppuskát is átalakították hevederesre, ezért átmenetileg a M 34/37 A géppuskát építették be. A Gebauer használatához a tetőpáncélt ki kellett vágni, mivel a felső elhelyezésű tár nem fért el a küzdőtérben. A toronyforgató motort mindig bekapcsolva kellett tartani, mert annak kikapcsolt állapotában a torony magától elfordulhatott. Mivel a harckocsit felderítő és szárnybiztosító feladatokra szánták, hasonlóan, mint a korabeli Panzer II, vagy a T-60 típusokat, ezért önvédelemre elegendőnek tartották ezt a felszerelést.
1938 májusában 38 M R/5 típusú rádiókkal látták el a harckocsit, és rendszeresítették. A rádiók nagy hatótávolságúak voltak, terepviszonyoktól függően távbeszélő üzemmódban 2-15, távírómódban pedig 6–30 km-es.
A HM 1939 februárjában rendszeresítette és rendelte meg a harckocsit. A két első példányt 1940. április 13-án vette át a katonai átvevő bizottság, június 10-ig újabb 20, június végéig pedig még 20 darab készült el a MÁVAG-ban. A torziós rugók és az optikai berendezések hiánya miatt a gyártás júniusban leállt. 1941 márciusában készült el a megrendelt Toldi-széria utolsó példánya. Ez idő alatt mintegy kétszáz különböző felszereltségű Toldi harckocsi épült. A leggyakoribb meghibásodás a páncélrepedés és a torziós rugók törése volt. A legelső darabok közül 1940 júniusáig 16 páncélrepedés és 47 rugótörés fordult elő.
A második világháború első szakaszában a Toldik sikeresen harcoltak a Jugoszlávia és a Szovjetunió elleni hadjáratokban. Alapvető hiányossága, hogy csak nehézpuskával rendelkezett, amellyel ellenséges páncélosok ellen szinte hatástalan volt, legfeljebb elavult kis- és könnyű harckocsik, illetve a korabeli páncélgépkocsik ellen volt hatásos, azonban felderítő járműként ez elégséges önvédelmet jelentett 1941-ben. A háború második felében már a gyalogság (élőerő) elleni harcban is sokszor alulmaradt, különösen a 14,5 mm-es PTRD nehézpuskák elterjedésével. 1942-től főként felderítési feladatokra alkalmazták, ahol jó rádióiknak és megfelelő terepjáró képességüknek köszönhetően még jó szolgálatot tettek, kisebb arányban zavaró és szárnybiztosító feladatokra is megfeleltek ott ahol a nehezebb járműveket már nem lehetett bevetni (erdélyi hegyek, dunántúli vizes területek). A harckocsik rendszeresen részt vettek szovjet harckocsikkal való összecsapásokban is, ahol a nagyobb páncéltörő képességű járművek (pl. Zrínyi rohamlövegek ) számára végeztek felderítést.
A harckocsit 1942-ben modernizálták, de a teljes körű korszerűsítés helyett csak a fő fegyverzet lecserélésére, egy 40 mm-es L/45 csőhosszűságú 42 M típusú ágyú beépítésére volt mód, valamint a páncélzat kismértékű megerősítésére. A módosított változat a 42M Toldi II típusjelzést kapta. 1943 elejétől 1944 áprilisáig 80 db Toldi I-t alakítottak át Toldi II kivitelűre. A legtöbb Toldi azonban eredeti kivitelében harcolta végig a háborút. Továbbá 13 Toldi harckocsi egészségügyi harckocsivá alakították, amelyek kevesebb lőszert hordoztak és a sebesülteket a felszabadult helyen tudták elszállítani a harctérről.
Kizárólag a Moszkva melletti Kubinkai Harckocsi Múzeum rendelkezik Toldi harckocsival.

## Felépítése
A Toldi kisharckocsiban a motor hátul kapott helyet, kissé a menetirány szerinti jobb oldalra eltolva. A motor két oldalán kaptak helyet az üzemanyagtartályok, míg a folyadékhűtő a motor előtt döntve kapott helyet, mely a torony mellett található lamellákon keresztül kapott levegőt, melyet a motorról hátrafelé kihajtott ventilátor mozgatott. A harckocsit ötfokozatú sebességváltóval látták el, a kormánymű a vezetőtérbe került a vezető mellé. A kormánykerekes megoldás könnyítette a vezetést, de nem tette lehetővé a helyben fordulást, körülbelül 8 méter sugarú körben fordulhatott el 360°-ban.
A futómű könyökös lengőkarokból állt, amely az oldalankénti négy-négy futókereket tartotta. A kettős futókerekek közös agyra csatlakoztak. Az első és negyedik lengőkar rugós lengéscsillapítóval ellátott. A láncfeszítő görgők torziós rugóval húzzák a láncot feszesre, és ezek mindegyike külön könyökös lengőkaron lett elhelyezve. Mivel a hátsó láncfeszítő kerék terepen leérhetett a talajra az is rugózott, így a lánctalp bizonyos mértékű önfeszítő képességgel bírt. A lánchajtókerék első elhelyezésű. 
A jármű előnyös tulajdonságai közé tartozott, hogy az üzemanyagtartályok a motortérben voltak, így azokat tűzbiztos válaszfal szeparálta el a küzdőtértől és a nagy méretű búvónyílások miatt találat esetén a személyzet könnyen elhagyhatta a járművet. Mindez jelentősen javította a kezelők túlélési esélyeit összehasonlítva a korabeli szovjet harckocsikkal. A futómű kiváló terepjáró-képességet és nagy mobilitást biztosított a járműnek valamit kis méretei miatt viszonylag nehéz célpont volt, amely fontosabb konstrukciós cél volt a felderítő feladatokra tervezett járműnél, mint a páncélvédettség, hasonlóan napjaink felderítő páncélosaihoz.
Az alkatrész-utánpótlás csak 1941-től vált önellátóvá, addig Németországból és Svájcból került importra több alkatrész, főleg a mechanikus alkatrészek (csapágyak, kardántengely stb.) és az optikai berendezések.

## Egyéb adatok
- Lánctagok száma: 125 db.
- Hasmagasság: 0,35 m
- Lánctalp szélessége: 0,286 m
- Fajlagos talajnyomás: 0,5 N/cm²
- Mászóképesség: 40°
- Oldaldőlés: 25°
- Lépcsőmászó képesség: 0,6 m
- Árokáthidaló képesség: 1,75 m
- Gázlóképesség: 0,7 m
- Lőszer-javadalmazás: nehéz GPU 208 db, GPU 2400 db.